# Upognampa parvipalpa
Upognampa parvipalpa är en spindelart som beskrevs av Tucker 1923. Upognampa parvipalpa ingår i släktet Upognampa och familjen plattbuksspindlar. Inga underarter finns listade i Catalogue of Life.